# Metopius fuscolatus
Metopius fuscolatus är en stekelart som beskrevs av Chiu 1962. Metopius fuscolatus ingår i släktet Metopius och familjen brokparasitsteklar. Inga underarter finns listade i Catalogue of Life.